# Cap écologie (fransk parti)
Cap écologie (CE eller CÉ)  er et fransk politisk parti, der blev oprettet den 27. februar 2021, da Cap21 og Uafhængige Økologiske Alliance blev lagt sammen. 
Corinne Lepage, der var leder af Cap21, er medformand for Cap écologie.